# Бакопа
Бакопа (лат. Bacopa) — род растений семейства Подорожниковые (Plantaginaceae), включает в себя около 68 видов суккулентных, водных (гидатофиты) или водолюбивых (гидрофиты) корневищных стелющихся многолетних растений. Некоторые виды нашли применение в декоративном цветоводстве.

## Ботаническое описание
Стебли тонкие полегающие или стелющиеся, ползучие, куст активно разрастается в ширину. Листья мелкие яйцевидные или широкоэллиптические, зелёные, оливково-зелёные, с пильчатым краем, очерёдные или (у подводных видов) линейные. Цветёт летом, продолжительно, мелкими трубчатыми или колокольчатыми цветками, околоцветник с 4 или 5 симметрично распростёртыми долями белого, голубого, синего цвета.

## Ареал
Растет в мелких водоёмах, болотах, на болотистых берегах в тропических и субтропических областях Африки, Азии, Австралии и Америки.

## Использование в культуре
В условиях умеренного климата широко используется сорт Bacopa speciosa Snowflake: как ампельное и в балконном озеленении; в открытом грунте — в цветниках, по краям садовых водоёмов; как почвопокровное в зимних садах.

### Агротехника
В горшочной культуре используют обычный садовый субстрат. Содержат на ярком солнце. Поливают обильно, один раз в месяц подкармливают жидким комплексным удобрением для цветущих растений.
Водолюбивые (гидрофиты) виды выращивают во влажной, илистой или болотной почве, среднеплодородной, на солнечных местах. Водные виды (гидатофиты) выращивают в аквариуме.

### Размножение
Размножают посевом свежесобранных семян, посев содержат при 13-18°С; делением куста весной.

### Болезни и вредители
Виды и сорта, широко используемые в культуре, устойчивы, вредителями не повреждаются.

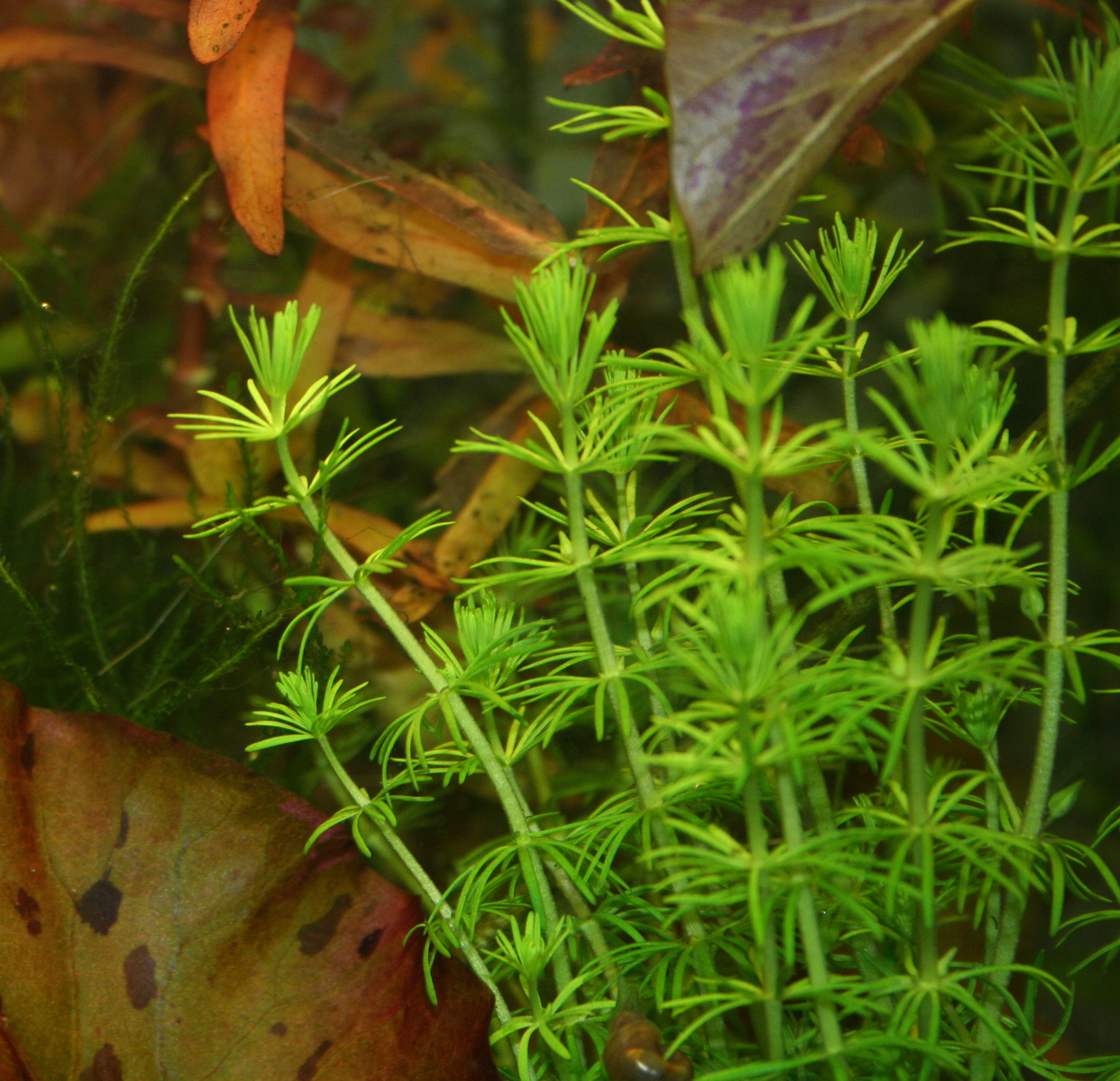
Аквариумная Bacopa myriophylloides
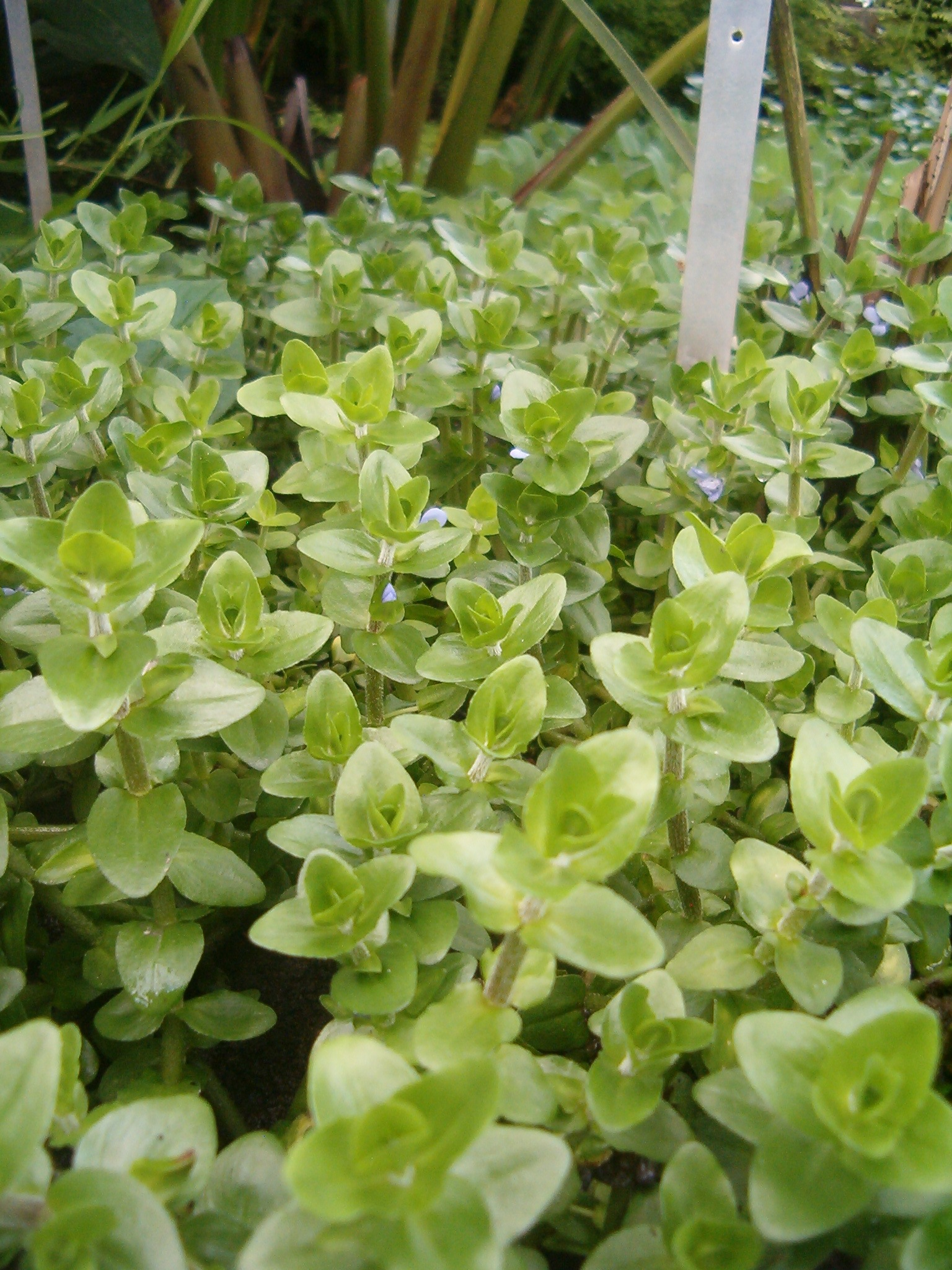
Bacopa caroliniana
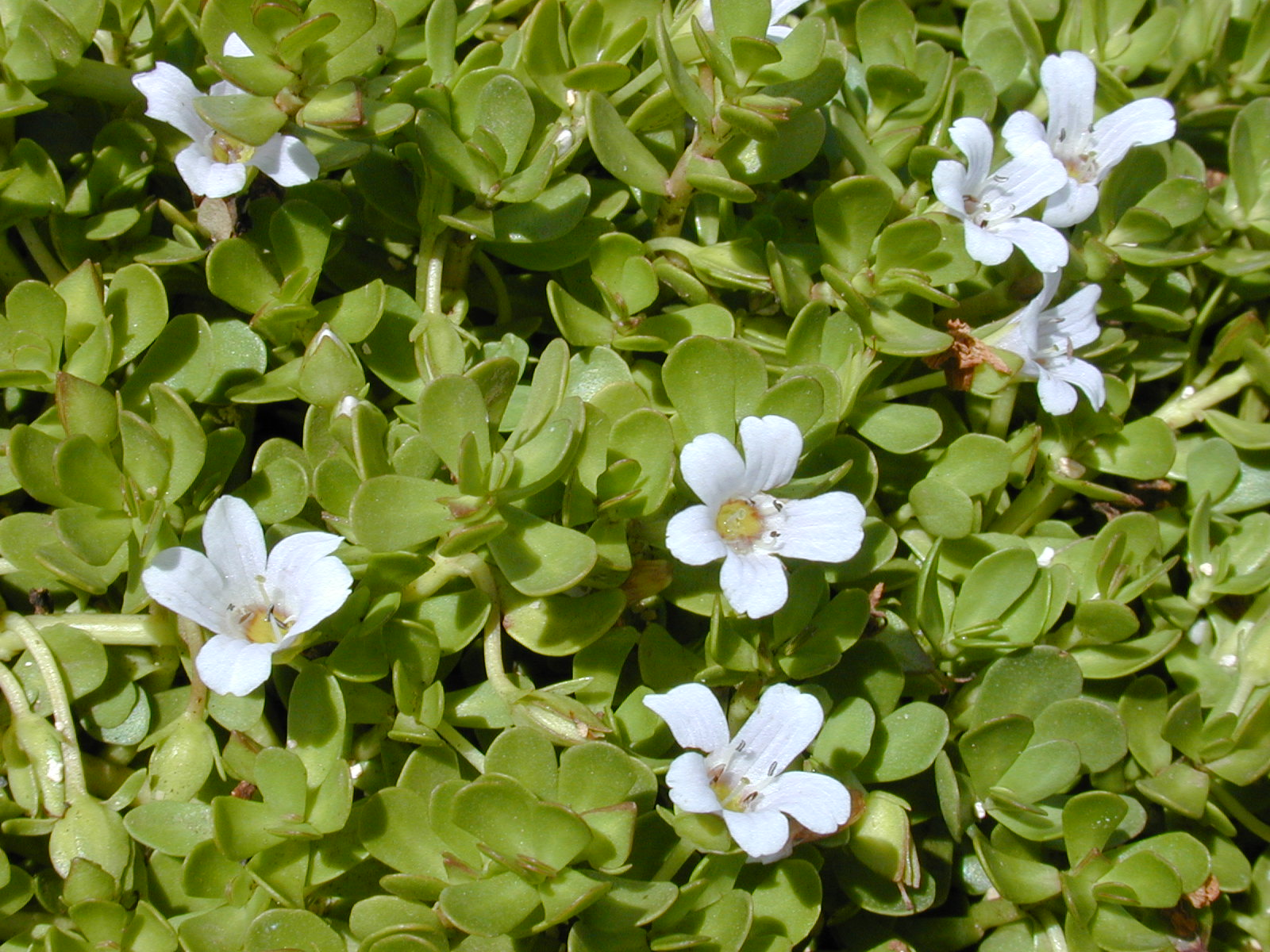
Bacopa monnieri
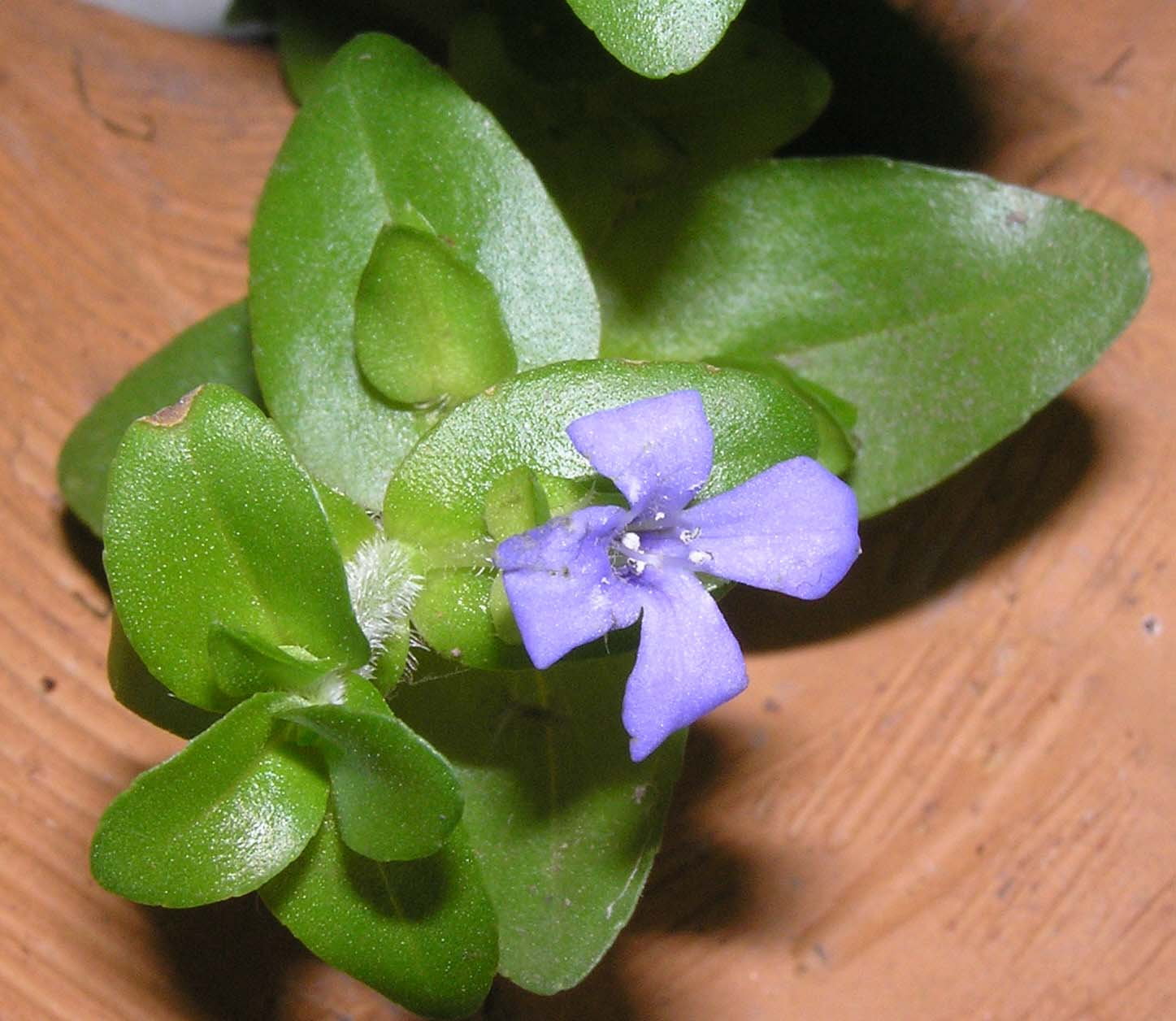
Bacopa lanigera
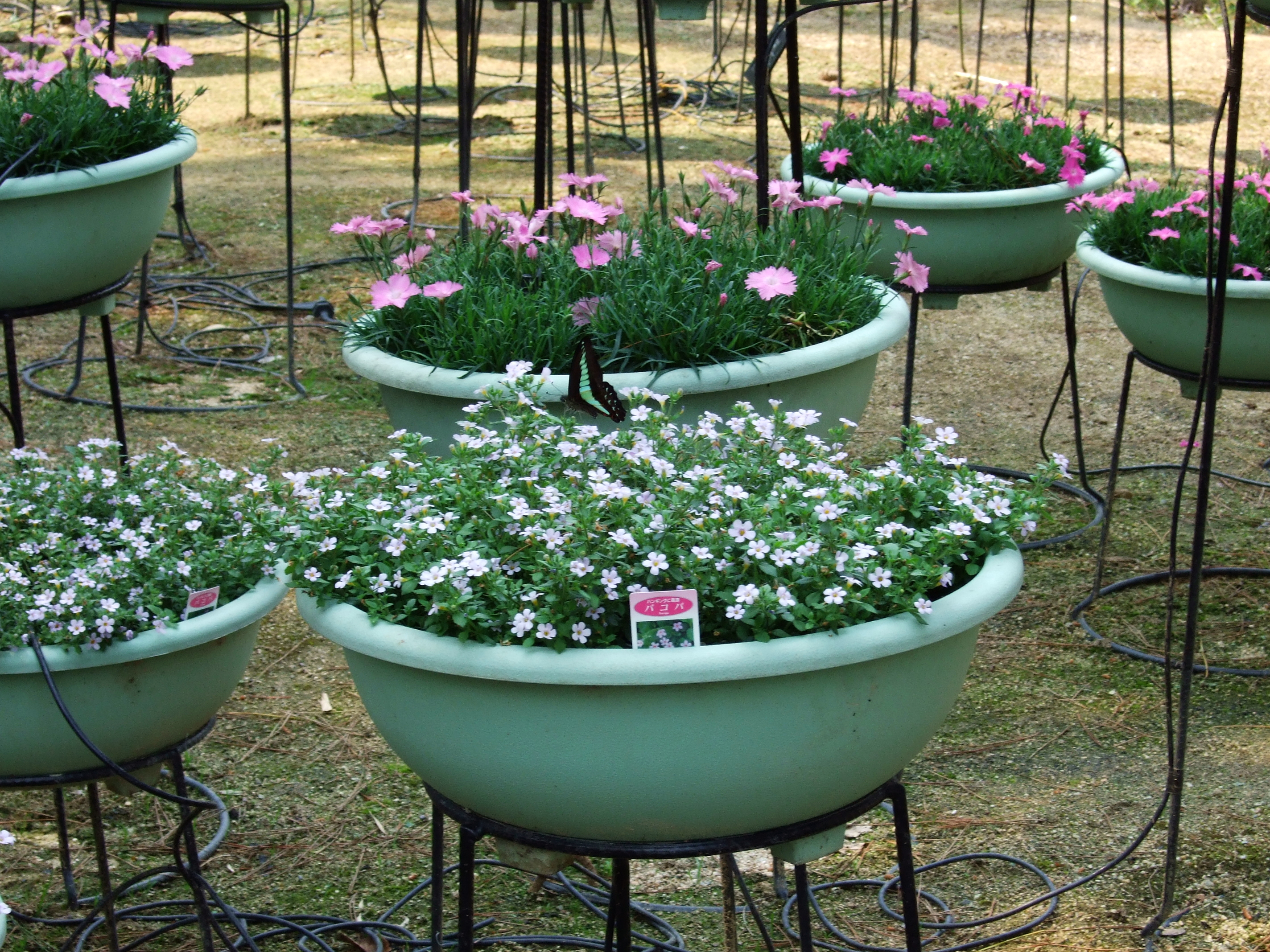
Бакопа в кашпо

## Классификация/Систематика

### Некоторые виды и сорта
- Bacopa caroliniana — Бакопа каролинская, стелющийся или лазящий вид, выращивают в болотистой почве или по краю водоёма. Цветет все лето колокольчатыми мелкими (около 1 см) голубыми цветками. Все части растения при повреждении издают аромат лимона. Высота около 40 см, ширина около 60.
- Bacopa speciosa 'Snowflake', один из самых распространенных сортов, цветет все лето массой белых цветков; обычно применяют в композиции с другими растениями в балконных и оконных ящиках, вазах.

### Виды
По информации базы данных The Plant List, род включает 68 видов:
- Bacopa albida (Pennell) Standl.
- Bacopa amplexicaulis (Pursh) Wettst.
- Bacopa angulata (Benth.) Loefgr. & Edwall
- Bacopa appressa (Pennell) Standl.
- Bacopa aquatica Aubl.
- Bacopa arenaria (J.A.Schmidt) Loefgr. & Edwall
- Bacopa axillaris (Benth.) Standl.
- Bacopa bacopoides (Benth.) Pulle
- Bacopa beccabunga (Griseb.) B.L.Rob.
- Bacopa bracteolata Standl.
- Bacopa braunii (Ernst) Pennell
- Bacopa callitrichoides (Kunth) Pennell
- Bacopa caroliniana (Walter) B.L.Rob. — Бакопа каролинская
- Bacopa cladostyla Chodat ex Eskuche
- Bacopa cochlearia (Huber) L.B.Sm.
- Bacopa connata (Pennell) Pennell
- Bacopa crenata (P.Beauv.) Hepper
- Bacopa decumbens (Fernald) F.N.Williams
- Bacopa depressa (Benth.) Loefgr. & Edwall
- Bacopa diffusa (Willd. ex Cham. & Schltdl.) Loefgr. & Edwall
- Bacopa divaricata (J.A.Schmidt) Loefgr. & Edwall
- Bacopa dubia Chodat & Hassl.
- Bacopa egensis (Poepp.) Pennell
- Bacopa eisenii (Kellogg) Pennell
- Bacopa elongata (Benth.) Pennell
- Bacopa floribunda (R.Br.) Wettst.
- Bacopa gracilis (Benth.) Loefgr. & Edwall
- Bacopa gratioloides (Cham.) Chodat
- Bacopa hamiltoniana (Benth.) Wettst.
- Bacopa humifusa (Griseb.) B.L.Rob.
- Bacopa imbricata (Benth.) Pennell
- Bacopa innominata (M.Gómez) Alain
- Bacopa lacertosa Standl.
- Bacopa lanigera (Cham. & Schltdl.) Wettst.
- Bacopa laxiflora (Benth.) Edwall
- Bacopa lecomtei Bonati
- Bacopa lisowskiana Mielcarek
- Bacopa longipes (Pennell) Standl.
- Bacopa madagascariensis (Benth.) Pennell
- Bacopa minuta Borhidi & O.Muñiz
- Bacopa monnieri (L.) Wettst.
- Bacopa monnierioides (Cham.) B.L.Rob.
- Bacopa monosticta (Schltl.) Pennell
- Bacopa montevidensis (Spreng.) Herter & Melch.
- Bacopa myriophylloides (Benth.) Wettst.
- Bacopa nigrescens (Benth.) Wettst.
- Bacopa occultans (Hiern) Hutch. & Dalziel
- Bacopa oxycalyx Alain
- Bacopa paraguariensis (S.Moore) Hassl.
- Bacopa parvula (S.Moore) Pennell
- Bacopa pedersenii Rossow
- Bacopa pennellii G.M.Barroso & Ichaso
- Bacopa punctata Engl.
- Bacopa repens (Sw.) Wettst.
- Bacopa reptans (Benth.) Edwall
- Bacopa rotundifolia (Michx.) Wettst.
- Bacopa salzmannii (Benth.) Edwall
- Bacopa scabra (Benth.) Descole & Borsini
- Bacopa semiserrata (Mart.) B.L.Rob.
- Bacopa serpyllifolia (Benth.) Pennell
- Bacopa sessiliflora (Benth.) Edwall
- Bacopa stellarioides (Cham.) Loefgr. & Edwall
- Bacopa stemodioides (Pennell) Pennell
- Bacopa stricta (Schrad.) Wettst. ex Edwall
- Bacopa tweediei (Benth.) Parodi
- Bacopa valeroi Standl. & L.O.Williams
- Bacopa versicolor Herter & Melch.
- Bacopa verticillata (Pennell & Gleason) Pennell